# SH251iS
ムーバ SH251iS（ムーバ・エス エイチ に ごー いち アイ　エス）は、シャープが開発した、NTTドコモによる第二世代携帯電話 (mova) 端末製品。

## 概要
iSモデルであるが、デザイン、機能、UIなどがSH251iから大幅に変更されており、SH251iのフルモデルチンジ版の端末である。特にメインディスプレイとサブディスプレイが大きく進化した。
25Xiモデルながら、メインディスプレイには2.2インチの176×220ドットの大画面高精細液晶を搭載。このディスプレイには、擬似3D表示が用意され、カメラで撮った画像などを変換し、立体的に表示する事ができる。また、サブディスプレイもより大型の多色の1.2インチ6万5536色のものを搭載。
デザインもSH251iから大きく変更され、シャープ端末初の中ヒンジアンテナを採用。これ以降の機種への先駆けとなった。機能増にもかかわらず、SH251iより5g軽くなっている。

## 歴史
- 2002年11月13日 - ドコモから発表。
- 2002年11月16日 - 発売。
- 2012年3月31日 - movaサービス終了により使用はこの日限りとなる。